# Вергара, Эстанислао
Эстанислао Вергара Санс де Сантамария (исп. Estanislao Vergara Sanz de Santamaría; 8 марта 1790 — 21 марта 1855) — южноамериканский адвокат и политик, исполнявший в 1828—1830 годах в отсутствии Симона Боливара обязанности президента Великой Колумбии.

## Биография
Родился в Санта-Фе-де-Богота (вице-королевство Новая Гранада). 18 марта 1816 года стал исполняющим обязанности провинции Кундинамарка, однако вскоре после этого в Новой Гранаде была восстановлена королевская власть, и Вергара остался не у дел.
После изгнания испанцев и образования государства Колумбия Эстанислао Вергара в 1819—1821 годах был министром внутренних дел и министром юстиции нового государства, а с декабря 1821 по апрель 1823 года опять занимал должность губернатора провинции Кундинамарка. В 1826 году стал президентом Сената. 10 февраля 1828 года стал министром внешних сношений.
В отсутствии президента Симона Боливара Эстанислао Вергара возглавил исполнительную власть, и в этой должности продвигал проект превращения страны в монархию, полагая, что это облегчит признание нового государства в Европе. После возвращения Боливара в Боготу вернул ему президентские полномочия.
После смерти Боливара и распада Колумбии образовалась Республика Новая Гранада. Президент Франсиско де Паула Сантандер вновь сделал Вергару министром внутренних дел.